# 改正メルカリ震度階
改正メルカリ震度階（かいせいメルカリしんどかい、MMまたはMMI、英: Modified Mercalli intensity scale）とは、ある地点における地震の程度（地震動）を表現する指標。地球表面の構造物に与える影響や人間が感じる揺れの大きさに基づいて、人が判定する。
世界で数種類使用されている震度階級の1つであり、日本における気象庁震度階級にあたる。1873年考案のロッシ・フォレル震度階（10段階）をもとにして、1884年にイタリアの火山学者のジュゼッペ・メルカリによって考案された。

## 概要
1902年には12段階に修正したものをアドルフォ・カンカーニが発表し、後の1906年にはメルカリが再修正したものを発表した。このときの震度階級は後にアウグスト・ハインリッヒ・シーベルグが書きなおしたので、メルカリ・カンカーニ・シーベルグ震度階（MCS、英: Mercalli-Cancani-Sieberg scale）と呼ばれる。
さらにこの後の1931年、アメリカの2人の地震学者ハリー・ウッドとフランク・ニューマンによって修正されたものが発表された。このときの震度階級はメルカリ・ウッド・ニューマン震度階（MWN、英: Mercalli-Wood-Neumann scale）と呼ばれる。
現在のメルカリ震度階はMCSかMWNが用いられており、改正メルカリ震度階として知られている。アメリカなどで使用されている。
メルカリ震度階は過去の地震の被害状況をもとに、被害の大きさの違いが明瞭に分かるよう区分されており、日本の気象庁震度階級のように計器観測に基づく数値により厳密に定義されたものではない。一般に、小さな揺れの場合には人間の感じた揺れの大きさに基づいて判断され、揺れが大きい場合には地形や植生などの自然、ビルや家屋、橋、ダムなどの建築物、構造物の被害状況に基づいて判断される。
アメリカ地質調査所（USGS）が地震情報の中で用いているMM震度分布図「シェイクマップ（英: ShakeMap）」では、算出式に最大速度（PGV）および最大加速度（PGA）の値が用いられている。これは推定値の算出用であり、場所によって変わる地震波速度の分布データ、マグニチュード、観測点での加速度などをもとに発表される。震度とは正反対に、各階級に後付けで数値をあてはめたものである。

## 震度階級表
| 震度階級                      | 揺れによる影響 |
| ----------------------------- | --- |
| I. 無感 (Not felt)            | ほとんどの人は揺れを感じない。                                                                                         |
| II. 弱い (Weak)               | 高い建物の上層階におり、安静にしている状態の人が揺れを感じる。                                                         |
| III. 弱い (Weak)              | 高い建物の上層階にいる多くの人が揺れを感じる。駐車されている自動車がわずかに揺れる。                                   |
| IV. 軽度 (Light)              | 屋内にいる人の多くが揺れを感じる。眠っている人の一部が目を覚ます。食器棚がカタカタと揺れる。                           |
| V. 中程度 (Moderate)          | 多くの人が揺れを感じる。眠っている人の多くが目を覚ます。食器棚から食器が滑り落ちる。                                   |
| VI. 強い (Strong)             | ほぼすべての人が揺れを感じる。多くの人が不安を感じ、まっすぐに歩くことができない。本棚から本が滑り落ちる。             |
| VII. 非常に強い (Very strong) | 立っていることが難しい。軽い家具が転倒し、造りの弱い建造物が一部損壊する。自動車を運転している人の多くが揺れを感じる。 |
| VIII. 深刻 (Severe)           | 重い家具が転倒し、多くの建造物が一部損壊する。                                                                         |
| IX. 猛烈 (Violent)            | 多くの人が混乱に陥る。頑丈な建造物が一部損壊し、多くの建造物が半壊する。                                               |
| X. 極度 (Extreme)             | 頑丈な建造物が半壊し、多くの建造物が全壊する。                                                                         |
| XI. 極度 (Extreme)            | 頑丈な建造物が全壊し、橋が崩落する。                                                                                   |
| XII. 極度 (Extreme)           | あらゆるものが崩壊する。地層が大きく変わる場合もある。                                                                 |

### マグニチュードとの相関
マグニチュードとメルカリ震度の相関は、震源の深さ、地形、震源からの距離など、いくつかの要因によっては、上の表とはかけ離れる。たとえば、2011年にアルゼンチンのサルタで発生した、マグニチュード4.5 深さ164 kmの地震の最大震度はIだったが、1865年にイングランドのバロー＝イン＝ファーネスで発生したマグニチュード2.2の地震は、深さ約1 kmで 最大震度はVIII(8)だった。
ちなみに上の表は改正メルカリ震度の大まかな比較表である。